# Joahnys Argilagos
Joahnys Argilagos, född den 11 januari 1997, är en kubansk boxare.
Han tog OS-brons i lätt flugvikt i samband med de olympiska boxningstävlingarna 2016 i Rio de Janeiro..